# Suwannee-ékszerteknős
A Suwannee-ékszerteknős (Pseudemys suwanniensis) a hüllők (Reptilia) osztályába a teknősök (Testudines) rendjébe és a mocsáriteknős-félék (Emydidae) családjába tartozó faj.
Egyes rendszerekben csak alfaj Pseudemys concinna suwanniensis néven.